# In-Game-Werbung

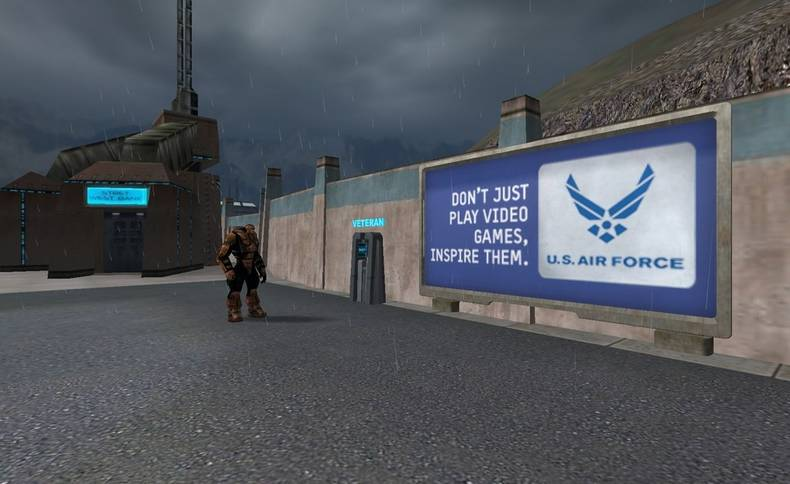
Werbeplakat im MMORPG Anarchy Online

Unter In-Game-Werbung (engl. in game: 'im Spiel') oder auch In-Game-Advertising ist die Einblendung von Werbebotschaften in Computerspielen zu verstehen. Dies kann auf unterschiedliche Art und Weise geschehen:
- Unter statischem In-Game Advertising (SIGA) versteht man fest (und bereits während der Spieleentwicklung) in das Spiel verbaute werbliche Handlungsstränge und visuelle Marken-/Produktdarstellungen, was dem Grundgedanken der Produktplatzierung entspricht. In das Spiel integrierte Produkte und Marken verbleiben für die gesamte Lebensdauer Bestandteil des Spiels.

- Unter dynamischem In-Game Advertising (DIGA) versteht man die geo- und zeitcodierte Schaltung von Werbemitteln in TCP/IP konnektierten Spielen (Rückkanal) auf Basis eines Mediabudgets. Werbebotschaften werden dynamisch in das Spiel hinein und aus dem Spiel heraus geschaltet. Das Spiel fungiert dabei als Sender und wird temporär mit Werbeeinblendungen versorgt.

- Unter Ad-Games versteht man Spiele, die speziell und im Auftrag eines Markenartiklers entwickelt wurden und deren primäres Ziel es ist, die Marken des beauftragenden Unternehmens in den Blick der Spieler zu rücken.

In der schnell wachsenden In-Game-Advertising-Branche werden zahlreiche weitere Namen für die eben beschriebenen Kategorien verwendet.
Obige Einordnung ist jedoch mittlerweile international gängiges Branchenvokabular.

## Geschichte
Werbliche Bestandteile in Computerspielen gab es schon seit frühesten Atari-Tagen, damals üblicherweise in Form von Werbebannern. Seit dies die Grafikleistung der Rechner erlaubte, wurden die Logos der Entwicklerfirmen und deren Kooperationspartner in Computerspiele integriert – später vornehmlich in Sportspielen auch die Markenlogos weiterer Unternehmen.
Mittlerweile hat der weltweite Umsatz der Spielebranche jenen der Kinoeinnahmen von Hollywood bei weitem überholt. Die Werbeindustrie nutzt die stattfindende Verschmelzung von Film und Videospiel, um neue Wege in der Vermarktung von Produkt und Marke zu gehen. Hinzu kommt, dass klassische Medien bei jungen Zielgruppen seit einigen Jahren beständig an Bedeutung (und damit an Reichweite) verlieren. Werbeintegrationen jeglicher Form dürften damit auch in Zukunft für Hersteller von Computerspielen eine wichtige Einnahmequelle bleiben.

## Formen von In-Game-Werbung

### Advergames
Diese Werbeform, auch als Ad-Games, Branded Games oder Werbespiele bezeichnet, beschreibt ein von einem markenführenden Unternehmen konzipiertes und der Zielgruppe angebotenes Spiel, welches die beabsichtigte Werbebotschaft transportiert. Die Marke oder Botschaft des Werbetreibenden erscheint meist nicht im Spiel selbst, sondern nur in der Spielumgebung (Intro, Extro, Spielname). Die Erwartung ist, dass potenzielle Kunden in eine Spiellust verfallen und dadurch die Wahrnehmung für das Unternehmen oder ein bestimmtes Produkt steigt. Die Spiele selbst sind meist überarbeitete Varianten klassischer Vergnügungsspiele. Manchmal findet man aber auch kreative Eigenentwicklungen wie beispielsweise das Dyson-Teleskop-Spiel. Nicht vergessen werden dürfen Militärsimulationen, die für politische Ziele werben und im Falle von America’s Army oder Full Spectrum Warrior sogar komplett aus Militärmitteln finanziert wurden. Das wohl bekannteste Werbespiel dürfte das Moorhuhn-Spiel sein.

### Statische In-Game-Werbung(SIGA)
Bei dieser Form der InGame-Werbung werden eindeutig erkennbare Marken in die Spielhandlung integriert. Dies entspricht der Idee der Produktplatzierung in Kinofilmen und Fernsehserien. So ist zum Beispiel ein Handy der Firma Sony Ericsson zentraler Bestandteil des Spiels Splinter Cell. In den weiteren Teilen dieser Videospiel-Reihe zieren Plakate von Nokia, Axe, Chrysler und anderen Unternehmen die virtuelle Umwelt. Des Weiteren isst Sam Fisher, Protagonist der Reihe im dritten Teil, mehrmals Airwaves-Kaugummis.
Eine Herausforderung bei Produktplatzierungen besteht darin, die Produktwerbung sinnvoll in das Spielgeschehen einfließen zu lassen. Idealerweise beeinflusst das beworbene Produkt das Spielgeschehen, wie etwa Red Bull, das dem Wurm in »Worms 3D« Kräfte verleiht. Solche zur Spielewelt passenden Produktplatzierungen (wie auch Trikotsponsorings in Fußballsimulationen oder Bandenwerbung bei Rennsimulationen) werden nicht als störend empfunden. Sie scheinen den Spielspaß sogar zu erhöhen: Für die Fußballsimulation Pro Evolution Soccer kursieren beispielsweise im Internet Anleitungen, wie sich im spielinternen Editor die Trikotsponsoren der Bundesligavereine nachbilden lassen, da diese aus Lizenzgründen nicht im Spiel enthalten sind.

### Dynamische In-Game-Werbung(DIGA)
Im Online-Spiel Mall Tycoon 2 Deluxe von Take 2 Interactive kam die erste dynamische Ingame-Werbung zum Einsatz. In zahlreichen Online-Spielen können heute jederzeit Werbeflächen mit beliebig veränderbaren Inhalten gefüllt werden. Ein aktuelles Beispiel hierfür ist das Online-Spiel Ski Challenge des Spielentwicklers Greentube, das eine realitätsnahe Simulation zahlreicher Abfahrtsstrecken des Alpinen Skiweltcups darstellt.
Damit wird In-Game Advertising auch kampagnenfähig: die Werbebotschaft ist nicht mit langen Vorlaufzeiten und über die gesamte Vermarktungsdauer eines Spiels festzulegen, sondern kann flexibel für einen Kampagnenzeitraum von wenigen Wochen geschaltet werden. Ein Werbemittelkontakt ist hierbei durch die Dauer der Einblendung, der relativen Größe auf dem Bildschirm und einen Mindestbetrachtungswinkel definiert.
Diese neue Technik erlaubt auch eine Quantifizierung der Wirksamkeit verschiedener Werbeflächen: Es kann gemessen werden, an welchen Stellen eines Spiels Werbung aufgrund welcher Determinanten am besten wahrgenommen wird. Hierdurch lassen sich verschiedene Wertigkeiten von Werbeflächen ermitteln und diese zu verschiedenen Preisen an Unternehmen verkaufen.

### Inhaltliche Ausrichtung
Bei dieser Form werden Videospiele inhaltlich an der zu vermittelnden Botschaft ausgerichtet. Diese Form findet hauptsächlich ihre Anwendung, wenn suggestiv bestimmte Standpunkte zu vermitteln versucht werden und der Meinungsbildung dienen. Sie sind gestaltet wie übliche, rein der Unterhaltung dienenden Videospiele und tendieren in ihrer Ausprägung meist zu Rollenspielen. Die Teilnehmer nehmen für begrenzte Zeit spielgemäße fiktive Denk- und Handlungsmuster ein und können diese in der von ihnen mitgestalteten Spielwelt ausleben, um so weiter in das Spiel vorzudringen. Inhaltlich können diese Spiele neben der kommerziellen Ausrichtung auch politisch, religiös oder soziologisch motiviert sein. Ein Beispiel für ein Spiel mit soziologisch erzieherischer Funktion ist Luka, welches sich an Kinder im Alter von 8 bis 10 Jahren wendet und sie spielerisch dazu befähigen soll, Konflikte ohne Einsatz sprachlicher oder körperlicher Gewalt zu lösen.

### Werbeunterbrechungen
Analog zu Werbespots in Rundfunkmedien oder im Kino bietet sich auch für Videospiele die Möglichkeit, die Spielhandlung für eine 'Werbepause' zu unterbrechen. Dies wird jedoch mangels Akzeptanz der Konsumenten im Medium Computerspiele zumindest bei Kaufspielen äußerst selten eingesetzt.

### Mischformen
Es können auch Mischformen, einerseits zwischen den hier genannten Spielformen, andererseits mit anderen bekannten Werbeträgern kombiniert erscheinen. Als Beispiel hierfür gilt insbesondere die Online-Werbung, in der das Medium Internet als Plattform für das Spiel dient. Die Spieler sollen so länger auf der Webseite des Initiators verweilen, um so die Markenwahrnehmung zu erhöhen. Diese Mischform tritt insbesondere in Kombination mit der weiter oben beschriebenen Ad-Game Form auf. Auch neuartige Werbeerscheinungen wie die Pixel-Banner-Werbung im Internet treten bereits kombiniert mit einem Spiel auf.

## Kritik
Bei Spielen mit werbendem Inhalt stellen sich – wie bei der Produktplatzierung in Film und Fernsehen – häufig Fragen des Trennungsgebots von redaktioneller Werbung (Gesetz gegen den unlauteren Wettbewerb). Der Begriff der redaktionellen Werbung stammt ursprünglich aus dem Rundfunk- und Presserecht. Darunter versteht man eine in Form eines redaktionellen Rundfunk- oder Pressebeitrags gegossene Werbung. Eine solche Schleichwerbung ist verboten. Der Grund ist, dass der Leser bei einem redaktionellen Beitrag ein bestimmtes Maß an Objektivität, Neutralität und Sachlichkeit erwartet. Dies ist bei „redaktionell verpackter“ Werbung nicht mehr gegeben, so dass der Leser irregeführt wird. Folglich gilt ein strenges Gebot der Trennung zwischen redaktionellen Inhalten und Werbung. Dieses soll auch die Neutralität und Überparteilichkeit der Medien gewährleisten. Als gängige Lösung dieser Problematik werden klar erkennbare Werbeflächen in den virtuellen Welten in Form von z. B. Bandenwerbung oder Plakate integriert und für dynamisches In-Game Advertising genutzt.